# Bonifacy Sabaudzki (biskup)
Bonifacy Sabaudzki lub Bonifacy z Canterbury fr. Boniface de Savoie ou Boniface de Cantorbéry (ur. 1206/7 w château de Sainte-Hélène du Lac (Sabaudia), zm. 18 lipca 1270 w château de Sainte-Hélène-des-Millières (obecna nazwa: château de Sainte-Hélène-sur-Isère) – błogosławiony, średniowieczny biskup Belley we Francji i arcybiskup Canterbury w Anglii. Był synem hrabiego Sabaudii, Tomasza I, któremu zawdzięczał pierwsze stanowisko kościelne. Kilku spośród członków jego rodziny również było duchownymi, natomiast trzy siostrzenice poślubiły monarchów Anglii, Francji i Sycylii – jedna Ludwika IX Świętego, druga Henryka III Plantageneta, a trzecia Karola I Andegaweńskiego. To Henryk zapewnił Bonifacemu wybór na arcybiskupa, który w trakcie sprawowania tego urzędu spędził dużo czasu na kontynencie. Podczas swego pontyfikatu ścierał się ze podległymi sobie biskupami, jak również z angielskim władcą (siostrzeńcem przez małżeństwo) oraz z papieżem, ale udało się mu wyeliminować biskupi dług, który odziedziczył obejmując stanowisko. W trakcie drugiej wojny baronów z królem Henrykiem, Bonifacy najpierw pomógł Szymonowi z Montfort, ale potem poparł monarchę. Zmarł w Sabaudii, a jego grób stał się obiektem kultu. Bonifacy został beatyfikowany w 1839 roku.

## Młodość
Bonifacy i jego starszy brat Amadeusz IV hrabia Sabaudii byli synami Tomasza I, hrabiego Sabaudii i Małgorzaty Genewskiej. Urodził się w roku 1206 lub 1207 w Château de Sainte-Hélène du Lac (Sabaudia) . Był jedenastym dzieckiem swoich rodziców. Niektóre źródła podają, że w młodym wieku wstąpił do zakonu kartuzów. Nie ma jednak na to żadnych dowodów i byłoby to bardzo nietypowe dla szlachcica, żeby wstąpić do zakonu z tak surową regułą. Spośród jego braci Piotr został mianowany hrabią Richmond w 1240 roku, a Wilhelm był biskupem Valence i kandydatem na biskupa Winchester w Anglii .

## Kariera kościelna

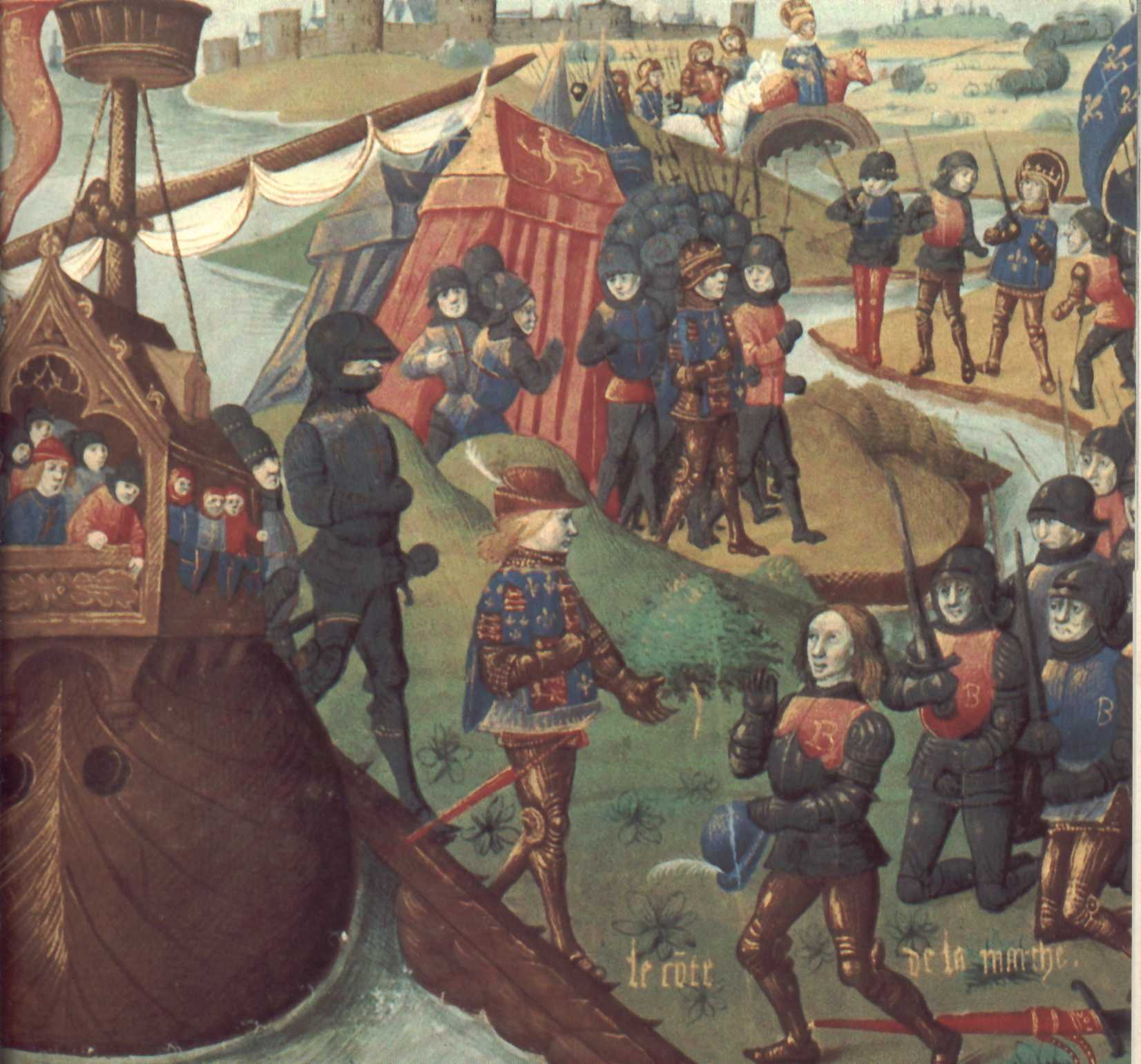
Lądowanie Henryka III króla Anglii w Akwitanii. Bonifacy był jego wujem poprzez małżeństwo

Od 1323 roku Bonifacy był przeorem w Nantui oraz biskupem diecezji Belley w Burgundii. Kiedy zmarł jego ojciec otrzymał zamek Ugine jako swoje dziedzictwo, po czym w 1238 roku zrezygnował z wszelkich praw do pozostałego spadku. W 1234 roku jego siostrzenica Małgorzata Prowansalska wyszła za mąż za króla Francji, Ludwika IX. Po ślubie swojej kolejnej siostrzenicy, Eleonory Prowansalskiej z Henrykiem III, władcą Anglii, ten ostatni próbował doprowadzić do wyboru Wilhelma, brata Bonifacego, na biskupa Winchester, ale nie uzyskał na to zgody kapituły katedralnej . Natomiast 1 lutego 1241 roku Bonifacy został nominowany na arcybiskupem Canterbury. Papież Innocenty IV potwierdził ten wybór dwa lata później (16 września), próbując uspokoić Henryka. Bonifacy, jednak nie przybył do Anglii przed 1244 i był obecny, w następnym roku 1245, na pierwszym soborze lyonskim . Tam został konsekrowany przez Innocentego IV 15 stycznia w Lyonie, jednak dopiero w 1249 roku przybył do Anglii i odbył ingres do katedry w Canterbury dnia 1 lutego . Przed tą podróżą, pomógł zaaranżować małżeństwo kolejnej swojej siostrzenicy, Beatrycze Prowansalskiej, siostry królowej Eleonory, z Karolem I Andegaweńskim, królem Sycylii, Neapolu, Jerozolimy i Albanii, bratem króla Francji Ludwika IX. Ślub odbył się 31 stycznia 1246 roku .
Średniowieczny kronikarz Mateusz Paris mówi, że Bonifacy był „bardziej poważany za swoje pochodzenie, niż za swój umysł”. Wykazał małe zainteresowanie duchowymi obowiązkami swojego stanowiska. Jego zachłanność i nachalne zachowanie, w połączeniu z faktem, że był cudzoziemcem, obraziły Anglików. Brał aktywny udział w budowaniu fortun swojej rodziny na kontynencie i spędził poza Anglią czternaście z dwudziestu dziewięciu lat sprawowania urzędu arcybiskupa. Dokładał ogromnych starań, aby uwolnić swój urząd od długu, ponieważ objął biskupstwo zadłużone na ponad 22 000 marek, ale udało mu się spłacić tę sumę przed śmiercią. Zrobił to, uzyskując od papiestwa zgodę na opodatkowanie swego duchowieństwa przez siedem lat. Gdy liczni biskupi odmówili płacenia, zostali usunięci z zajmowanych stanowisk. Pracował również nad kanonizowaniem Edmunda Richa, gdy był przy papieskim dworze na wygnaniu w Lyonie od 1244 do 1249 .
W 1244 roku Bonifacy odrzucił Roberta Passelewe’a, który został wybrany jako biskup Chicheter, ponieważ Passelewe był analfabetą. Bonifacy następnie przedstawił swojego kandydata, Ryszarda Wyche, i choć król oponował, papież Innocenty IV potwierdził wybór Ryszarda. W 1258 roku Bonifacy wystąpił przeciwko wyborowi Hugona Cambridge na biskupa Ely, i próbował zamiast niego wypromować Adama Marsha, ale Hugon zwrócił się do Rzymu, który potwierdził jego wybór. Bonifacy zwoływał synody, aby zreformować duchowieństwo, w 1257 roku w Londynie, w 1258 roku w Merton, i w 1261 roku w Lambeth.
Podczas jego rządów został powołany prowincjalny sąd w arcybiskupstwie Canterbury, któremu przewodniczył oficjał mianowanym przez Bonifacego.

## Spory
Bonifacy był agresywny w obronie wolności swojego urzędu. Dlatego też starł się z Henrykiem III z powodu wyboru królewskiego urzędnika, wspomnianego Roberta Passelewe’a na biskupa Chichester. Robert Grosseteste, biskup Lincoln, przeegzaminował Passelewe’a, i uznał go za nienadające się na urząd biskupi, a Bonifacy odwołał wybór w 1244 roku. Spierał się także ze swoimi sufraganami, których oburzały próby ścisłego kontrolowania ich spraw przez arcybiskupa . W 1250 roku Bonifacy próbował wizytować swoją prowincję, co zaniepokoiło sufraganów. Zaprotestowali przeciwko temu, że ich zwierzchnik brał ogromne sumy pieniędzy, podczas takich podróży. Zwrócili się do papieża, który potwierdził prawo Bonifacego do wizytacji, ale ustawił limit kwoty, która może być zabrana z każdego klasztoru lub kościoła Po wizytacji, Bonifacy opuścił Anglię ponownie, a wrócił dopiero w 1252 roku, po tym jak papież podjął decyzję w sprawie apelacji sufraganów na korzyść Bonifacego. Po powrocie kontynuował dochodzenie swoich praw i rozstrzygnął szereg sporów ze swoimi biskupami. Zapewnił sobie przyrzeczenia posłuszeństwa od wszystkich, z wyjątkiem trzech z 37 biskupów konsekrowanych podczas jego rządów arcybiskupich. On również wprowadził sąd w Canterbury, który rozpatrywał apelacje od sądów kościelnych jego sufraganów }.
Bonifacy starł się z przyrodnimi braćmi Henryka, Lusignanami, którzy przyjechali do Anglii w 1247 roku i walczyli o ziemi i nadania z sabaudzkimi krewnymi królowej. Kłótnia Bonifacego z Aymerem de Valence, biskupem Winchesteru, o szpital w Southwark doprowadziła do rabunku pałacu arcybiskupa w Lambeth oraz porwania jednego z funkcjonariuszy Bonifacego. Konflikt ten został zakończony dopiero na początku roku 1253. Bonifacy był po raz kolejny nieobecny w Anglii od października 1254 do grudnia 1256, bowiem większość czasu spędził w Sabaudii, gdzie próbował pomóc swojej rodzinie, uwolnić swojego starszego brata Tomasza, który był w niewoli w Turynie .
W ciągu 1258 i 1259, Bonifacy był członkiem Rady Piętnastu, który prowadził sprawy Henryka III, zgodnie z postanowieniami z Oxfordu. Rada ta składała się z hrabiów Leicester, Gloucester, Norfolk, Warwick, Hereford i Aumale, Piotra Sabaudzkiego, Jana Fitz Geoffrey, Piotra Montfort, Ryszarda Greya, Rogera Mortimera, Jakuba Audleya, John Maunsella oraz Waltera Cantilupe’a, biskupa Worcester. Jedną z decyzji Rady było wygnanie Lusignanów . W kwietniu 1260 roku, Bonifacy współpracował z Ryszardem Kornwalijskim, aby zawrzeć pokój między królem Henrykiem i księciem Edwardem .
Następnie towarzyszył królowej i księciu Edwardowi w Burgos na jego ślubie z Eleonorą Kastylijską i pasowaniu na rycerza. W 1261 roku Bonifacy przewodniczył synodowi kościoła w Lambeth, gdzie zostało opublikowanych szereg przepisów kościelnych, odrzucających wszelkie królewskie ograniczenia sądów kościelnych. Te dekrety zostały wydane bez królewskiego zezwolenia, przez co stały się równoznaczne z kościelnym buntem przeciwko władzy królewskiej, podobnym do opozycji baronów, która rozpoczęła się w 1258 roku.
Podczas drugiej wojny baronów, Bonifacy, jak się wydaje, początkowo stanął po stronę angielskich biskupów przeciwko królowi Henrykowi, ale później wziął stronę monarchy. W 1262 roku udał się do Francji, gdzie ekskomunikował baronów, którzy wystąpili przeciwko władcy. Nie został wezwany do parlamentu w Londynie w styczniu roku 1265, bowiem przebywał za granicą. Po triumfie stronnictwa króla w 1265 roku wrócił do Anglii, przybywając tam w maju 1266 .

## Śmierć i kult

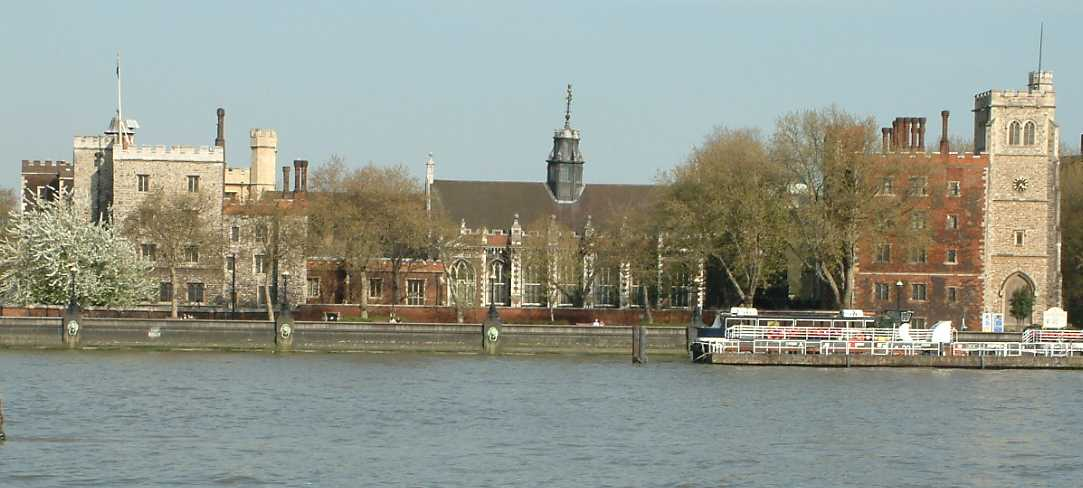
Miejsce pałacu Lambeth, który Bonifacy zbudował jako arcybiskup

Bonifacy opuścił Anglię w listopadzie 1268 i nigdy do niej nie wrócił . Zmarł 18 lipca 1270, w château de Sainte-Hélène-des-Millières (obecna nazwa: château de Sainte-Hélène-sur-Isère) w Sabaudii. Został pochowany w rodzinnej nekropolii – opactwie Cystersów w Hautecombe . W swoim testamencie pozostawił spadek dla wszystkich domów franciszkanów i dominikanów w diecezji Canterbury. Jego wola zawierała różne postanowienia dotyczące jego pochówku, w zależności czy umrze w Anglii, Francji lub blisko Alp. Jego urzędowa pieczęć przedstawiała głowę pogańskiego bóstwa Jowisza Serapisa wraz z podobizną arcybiskupa w pełnym stroju.
Miejsce pochówku Bonifacego stało się ośrodkiem jego kultu. Gdy grobowiec został otwarty w 1580 roku, ciało arcybiskupa było doskonale zachowane. Jednak w czasie rewolucji francuskiej grób zniszczono, jego szczątki zostały powtórnie pochowane i wzniesiono nowy grobowiec w 1839 roku, kiedy został beatyfikowany przez papieża Grzegorza XVI w 1839 roku . Jego święto przypada 14 lipca.
Chociaż Matthew Paris nie akceptował go, współcześni historycy widzieli w nim odpowiedzialnego arcybiskupa. Historyk D.A. Carpenter stwierdził, że Bonifacy „stał się szanowanym arcybiskupem reformatorem”. Jego episkopalne rejestry nie przetrwały . Powstanie wczesnogotyckiej kaplicy pałacu Lambeth datuje się na jego pontyfikat .

## Rodowód
|                    |                            |  |                  |                                   |  |  |  |  |  |  |  | Humbert II Gruby |
|                    |                            |  |                  |                                   |  |  |  |  |  |  |  |                  |
|                    | Amadeusz III Krzyżowiec    |  |                  |                                   |  |  |  |  |  |  |  |                  |
|                    |                            |  |                  |                                   |  |  |  |  |  |  |  |                  |
|                    |                            |  |                  | Gizela Burgundzka                 |  |  |  |  |  |  |  |                  |
|                    |                            |  |                  |                                   |  |  |  |  |  |  |  |                  |
|                    | Humbert III Sabaudzki      |  |                  |                                   |  |  |  |  |  |  |  |                  |
|                    |                            |  |                  |                                   |  |  |  |  |  |  |  |                  |
|                    |                            |  |                  | Guigues III Albon                 |  |  |  |  |  |  |  |                  |
|                    |                            |  |                  |                                   |  |  |  |  |  |  |  |                  |
|                    | Matylda z Albon            |  |                  |                                   |  |  |  |  |  |  |  |                  |
|                    |                            |  |                  |                                   |  |  |  |  |  |  |  |                  |
|                    |                            |  |                  | Matylda Sycylijska                |  |  |  |  |  |  |  |                  |
|                    |                            |  |                  |                                   |  |  |  |  |  |  |  |                  |
|                    | Tomasz I Sabaudzki         |  |                  |                                   |  |  |  |  |  |  |  |                  |
|                    |                            |  |                  |                                   |  |  |  |  |  |  |  |                  |
|                    |                            |  |                  | Wilhelm III Mâcon                 |  |  |  |  |  |  |  |                  |
|                    |                            |  |                  |                                   |  |  |  |  |  |  |  |                  |
|                    | Gerard I Mâcon             |  |                  |                                   |  |  |  |  |  |  |  |                  |
|                    |                            |  |                  |                                   |  |  |  |  |  |  |  |                  |
|                    |                            |  |                  | Adelajda-Pontia (Poncette) Traves |  |  |  |  |  |  |  |                  |
|                    |                            |  |                  |                                   |  |  |  |  |  |  |  |                  |
|                    | Beatrycze Viennois         |  |                  |                                   |  |  |  |  |  |  |  |                  |
|                    |                            |  |                  |                                   |  |  |  |  |  |  |  |                  |
|                    |                            |  |                  | Gaucher IV Salins                 |  |  |  |  |  |  |  |                  |
|                    |                            |  |                  |                                   |  |  |  |  |  |  |  |                  |
|                    | Maurette Salins            |  |                  |                                   |  |  |  |  |  |  |  |                  |
|                    |                            |  |                  |                                   |  |  |  |  |  |  |  |                  |
|                    |                            |  |                  | ?                                 |  |  |  |  |  |  |  |                  |
|                    |                            |  |                  |                                   |  |  |  |  |  |  |  |                  |
| Bonifacy Sabaudzki |                            |  |                  |                                   |  |  |  |  |  |  |  |                  |
|                    |                            |  |                  |                                   |  |  |  |  |  |  |  |                  |
|                    |                            |  | Aymon I Genewski |                                   |  |  |  |  |  |  |  |                  |
|                    |                            |  |                  |                                   |  |  |  |  |  |  |  |                  |
|                    | Amadeusz I Genewski        |  |                  |                                   |  |  |  |  |  |  |  |                  |
|                    |                            |  |                  |                                   |  |  |  |  |  |  |  |                  |
|                    |                            |  |                  | Ida Faucigny                      |  |  |  |  |  |  |  |                  |
|                    |                            |  |                  |                                   |  |  |  |  |  |  |  |                  |
|                    | Wilhelm I Genewski         |  |                  |                                   |  |  |  |  |  |  |  |                  |
|                    |                            |  |                  |                                   |  |  |  |  |  |  |  |                  |
|                    |                            |  |                  | Hugues Cuiseaux                   |  |  |  |  |  |  |  |                  |
|                    |                            |  |                  |                                   |  |  |  |  |  |  |  |                  |
|                    | Matylda z Cuiseaux         |  |                  |                                   |  |  |  |  |  |  |  |                  |
|                    |                            |  |                  |                                   |  |  |  |  |  |  |  |                  |
|                    |                            |  |                  | Adela i/lub Laura Sennecey?       |  |  |  |  |  |  |  |                  |
|                    |                            |  |                  |                                   |  |  |  |  |  |  |  |                  |
|                    | Małgorzata Genewska        |  |                  |                                   |  |  |  |  |  |  |  |                  |
|                    |                            |  |                  |                                   |  |  |  |  |  |  |  |                  |
|                    |                            |  |                  | Rudolf I Faucigny                 |  |  |  |  |  |  |  |                  |
|                    |                            |  |                  |                                   |  |  |  |  |  |  |  |                  |
|                    | Aymon lub Aymar I Faucigny |  |                  |                                   |  |  |  |  |  |  |  |                  |
|                    |                            |  |                  |                                   |  |  |  |  |  |  |  |                  |
|                    |                            |  |                  | ?                                 |  |  |  |  |  |  |  |                  |
|                    |                            |  |                  |                                   |  |  |  |  |  |  |  |                  |
|                    | Beatrycze Faucigny         |  |                  |                                   |  |  |  |  |  |  |  |                  |
|                    |                            |  |                  |                                   |  |  |  |  |  |  |  |                  |
|                    |                            |  |                  | ?                                 |  |  |  |  |  |  |  |                  |
|                    |                            |  |                  |                                   |  |  |  |  |  |  |  |                  |
|                    | Klementyna Briançon        |  |                  |                                   |  |  |  |  |  |  |  |                  |
|                    |                            |  |                  |                                   |  |  |  |  |  |  |  |                  |
|                    |                            |  |                  | ?                                 |  |  |  |  |  |  |  |                  |
|                    |                            |  |                  |                                   |  |  |  |  |  |  |  |                  |